# 新山口駅

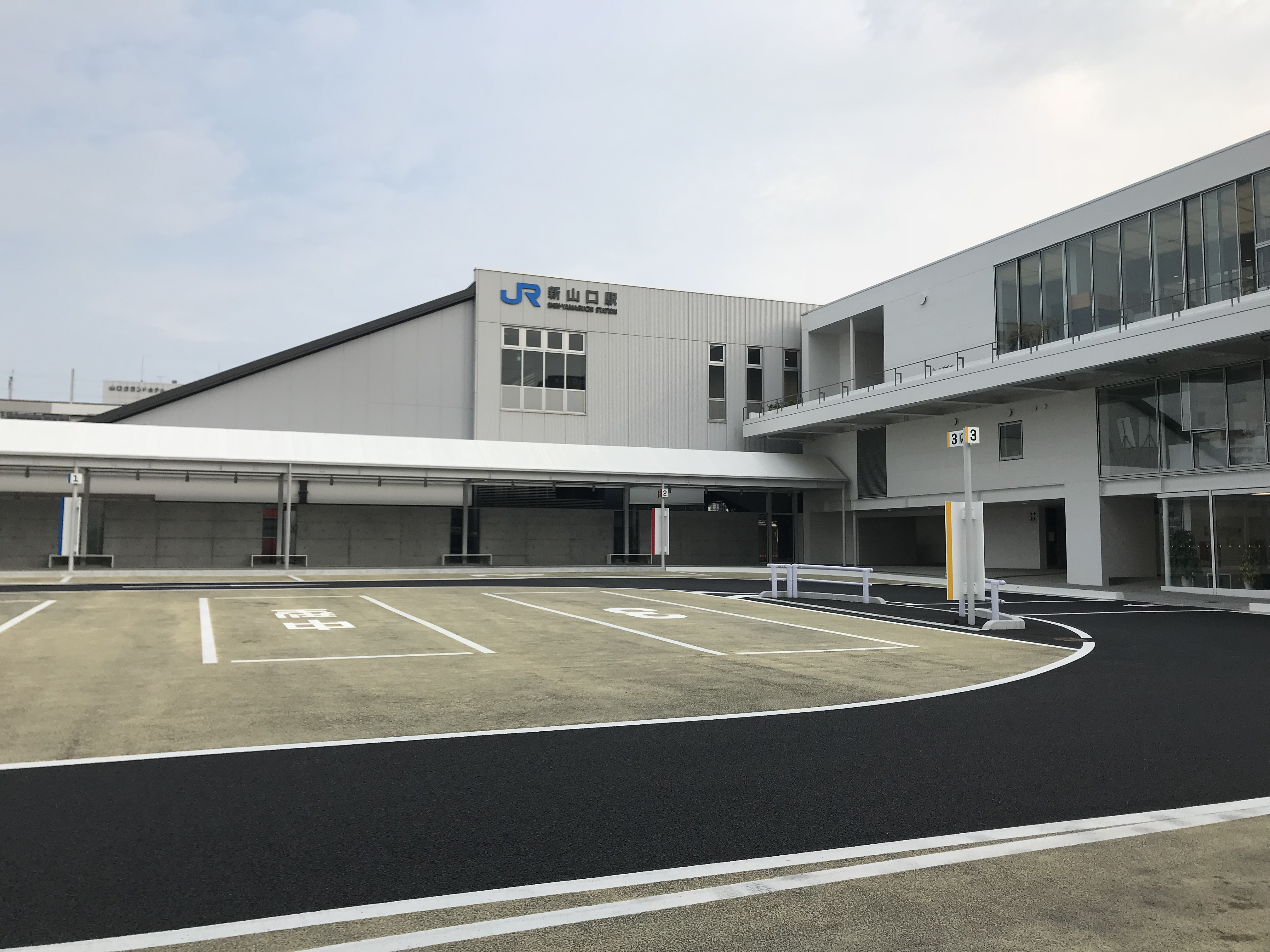
北口外観（2018年5月）

新山口駅（しんやまぐちえき）は、山口県山口市小郡令和一丁目にある、西日本旅客鉄道（JR西日本）の駅。
2005年（平成17年）の市町村合併までは吉敷郡小郡町に位置しており、2003年（平成15年）までは小郡駅（おごおりえき）と称していた。

## 概要
山陽新幹線の停車駅のひとつであり、在来線各線との接続の他、萩・秋芳洞方面や山口宇部空港への直行バスが運行され、山口市や周辺地区における交通の要衝としての役割も担う。乗降客数は山口市の中心駅である山口駅を上回る（後述）。
列車運行上の要衝でもあり、下関総合車両所新山口支所（旧小郡機関区）が併設されている。また、夜間滞泊が設定されており、山口線の観光列車「SLやまぐち号」の始発駅である。
かつては山陽本線四辻駅 - 小野田駅間各駅と山口線・宇部線・小野田線各線の全中間駅を管轄する山口地域鉄道部も併設されていた。同鉄道部廃止並びに山口エリア統括部発足以降は、管理駅長が配置された管理駅 となっている（山口エリア統括部は当駅構内では無く当駅に近いオフィスビルに入居している）。
新山口駅構内の運行管理は当駅で行なっている運転取扱駅である。
事務管コードは▲800646を使用している。

### 乗入路線
在来線は当駅の所属線である山陽本線と、当駅起点で山口線と宇部線が接続している。
山陽新幹線は開業時から速達タイプの「ひかり」の一部が停車していた。2003年から「のぞみ」、2020年より「みずほ」の一部がそれぞれ停車する。
2024年現在、東京駅発着の「のぞみ」が毎時1本停車するのに加えて、九州新幹線直通の「みずほ」、「さくら」の一部、山陽新幹線内完結の「ひかり」全列車が停車する。深夜早朝に当駅始発・終着の「こだま」も存在する。
「みずほ」が停車するようになった2020年3月ダイヤ改正に合わせて、新幹線ホームにて発車メロディ「銀河鉄道999」（広島駅等で使われているものと同じ）が導入された。

## 歴史
1900年（明治33年）、旧吉敷郡小郡村の玄関口となる小郡駅（おごおりえき）として開業し、1975年（昭和50年）3月に新幹線も同駅で開業した。2003年10月1日に現駅名「新山口駅」に改称した。

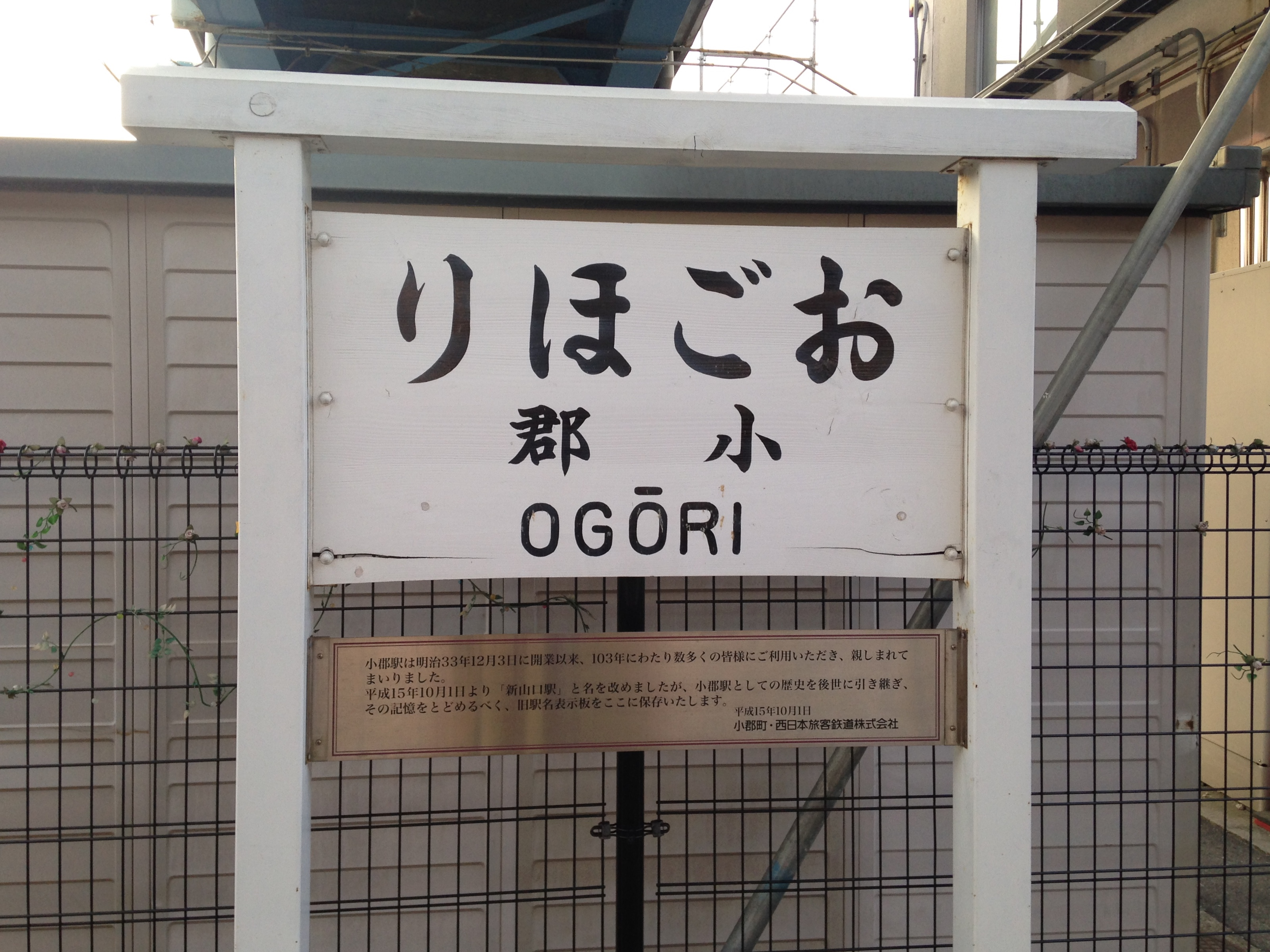
1番のりばにある旧駅名表示板

### 駅名改称
「新山口駅」への改称をめぐっては、当駅に山陽新幹線の駅が併設されて開業する際に最初の運動が起こり、1974年（昭和49年）6月8日に駅名改称を求める「山陽新幹線『新山口駅』促進連盟」が発足した。7月4日、山口商工会議所が緊急常議員会を開き「山陽新幹線新山口駅設置」と「超特急停車実現」を求める運動資金150万円の募金を決定するなど、民間を中心に動きがあった。「新山口駅」のほかに「山口小郡駅」などの候補も上がったが、同年9月、新幹線駅の名称は仮称通り「小郡駅」に決定した。
1997年（平成9年）に山口商工会議所が「小郡駅」から「新山口駅」への改称を求めることを決議し、1998年（平成10年）には小郡町商工会が小郡町議会に要望書を提出した が、山口市の一部としてみなされるのを嫌った当時の小郡町民がこれに反対したため、駅名改称とはならなかった。
再度駅名の改称の機運が高まったのは2003年で、地元からの新幹線「のぞみ」停車への要望を受けて、JR西日本から同年10月のダイヤ改定にあわせた駅名改称の打診があったことを当時の小郡町の岩城精二町長が明らかにした。このときは、平成の大合併による旧小郡町と山口市の合併が具体化しており、幾度か協議を重ねた後、駅名の改称に至った。一方、住民らによる「小郡町の将来を考える会」が町長に変更撤回を申し入れる動きもあった。改称にあたってJR西日本が必要とした費用4億2880万円のうち半額を山口県と関係自治体が折半した。

### 年表
- 1900年（明治33年）12月3日：山陽鉄道 三田尻駅（現・防府駅） - 厚狭駅間の開通と同時に、小郡駅（一般駅）として開設[4]。
- 1906年（明治39年）12月1日：山陽鉄道国有化により帝国鉄道庁の駅となる。
- 1909年（明治42年）
  - 2月21日：大日本軌道山口支社線が乗入れ。
  - 10月12日：線路名称制定。山陽本線所属となる。
- 1913年（大正2年）2月20日：山口線が山口駅まで開業[4]。大日本軌道山口支社線が廃止[4]。
- 1925年（大正14年）3月26日：宇部鉄道が本阿知須駅（現・阿知須駅）から延伸し当駅に乗入れ[17]。
- 1928年（昭和3年）：三田尻駅構内より三田尻機関庫が当駅構内に移転し小郡機関庫（現・下関総合車両所新山口支所）発足。
- 1943年（昭和18年）5月1日：宇部鉄道が国有化し宇部東線となる[17]。
- 1947年（昭和22年）12月3日：昭和天皇の戦後巡幸。お召し列車が5分間停車し、駅前奉迎が行われた[18]。
- 1948年（昭和23年）2月1日：線路名称改定により、宇部東線が宇部線となる[17]。
- 1961年（昭和36年）1月25日：北口[要出典]（在来線口）駅舎を改築[19]。
- 1965年（昭和40年）9月24日：みどりの窓口営業開始。
- 1975年（昭和50年）3月10日：山陽新幹線岡山駅 - 博多駅間延伸により停車駅となる[20]。
- 1984年（昭和59年）1月1日：車扱貨物取扱廃止[21]。北口駅舎の西側に有蓋車用の貨物ホームが設置されていた。
- 1987年（昭和62年）
  - 3月31日：貨物（臨時車扱貨物）取扱再開[10]。但し、将来貨物設備を整備されることに備えたものであり、発着列車設定は無い。
  - 4月1日：国鉄分割民営化により、JR西日本とJR貨物が継承[21]。
- 2003年（平成15年）10月1日：新山口駅（しんやまぐちえき）に改称[21]。同時に山陽新幹線「のぞみ」停車駅となる[21]。
- 2005年（平成17年）2月20日：山陽新幹線改札口に自動改札機設置。
- 2006年（平成18年）4月1日：JR貨物の駅（貨物取扱）が廃止[22]。取扱実績のないまま廃止された。
- 2009年（平成21年）8月29日：山陽新幹線へのEX-IC導入により、在来線改札口にIC読取機を設置。
- 2011年（平成23年）3月12日：九州新幹線全線開通により「さくら」の停車駅になる。
- 2012年（平成24年）7月14日：駅舎改築のため在来線口の駅舎での営業を終了し、仮設駅舎での営業が始められる。在来線口の駅舎は順次解体される。
- 2013年（平成25年）
  - 7月28日：豪雨災害により山口線が被災し、当駅を含む一時全線が運休（以降8月5日までに地福駅 - 新山口駅間については運行再開）。
  - 11月16日：益田駅 - 津和野駅間運行再開。なお、津和野駅 - 地福駅間は復旧の目途が立たない状態が続く。中国ジェイアールバスにより、新山口駅 - 津和野駅間でノンストップつわの号の運行が開始した。
- 2014年（平成26年）
  - 3月10日：橋上駅舎の一部が完成・併用開始され、在来線各ホームにエレベーター・エスカレーターが設置された。
  - 8月23日：山口線地福駅 - 津和野駅間の運転が再開されて、同時に津和野駅での折返し運転だった特急スーパーおき号の乗入も約1年ぶりに再開。また中国ジェイアールバスにより運行されていた、新山口駅 - 津和野駅間のノンストップつわの号の運行は終了。
  - 12月12日：新幹線口に待合室及び隣接する商業ゾーンがリニューアルオープン。
- 2015年（平成27年）10月3日：南北自由通路の併用開始に伴い、在来線改札口を橋上駅舎に移転、集約。[23]
- 2016年（平成28年）12月14日：北口駅前広場の西側部分が完成、併用開始。これによりの自家用車・タクシー乗場が西側に移設。
- 2018年（平成30年）3月23日：北口駅前広場全面供用開始。南口（新幹線口）のバスターミナルを北口駅前広場に集約。
- 2021年（令和3年）2月20日：住居表示実施に伴い、住所表記が山口市小郡下郷1294番地から山口市小郡令和一丁目2番1号になる[1][2][7]。
- 2022年（令和4年）5月18日：みどりの券売機プラスを導入[6]。
- 2023年（令和5年）4月1日：山陽本線・山口線でICカード「ICOCA」の利用が可能となる[24][25]。
- 2024年（令和6年）7月24日：駅構内で貨物列車が脱線し、山陽本線大道駅 - 厚東駅間と山口線全線が運休となる[26]。26日の午後に両線とも全線運転再開[27]（新山口駅貨物列車脱線事故）。
- 2025年（令和7年）2月：新幹線の電光掲示板がリニューアルされる。

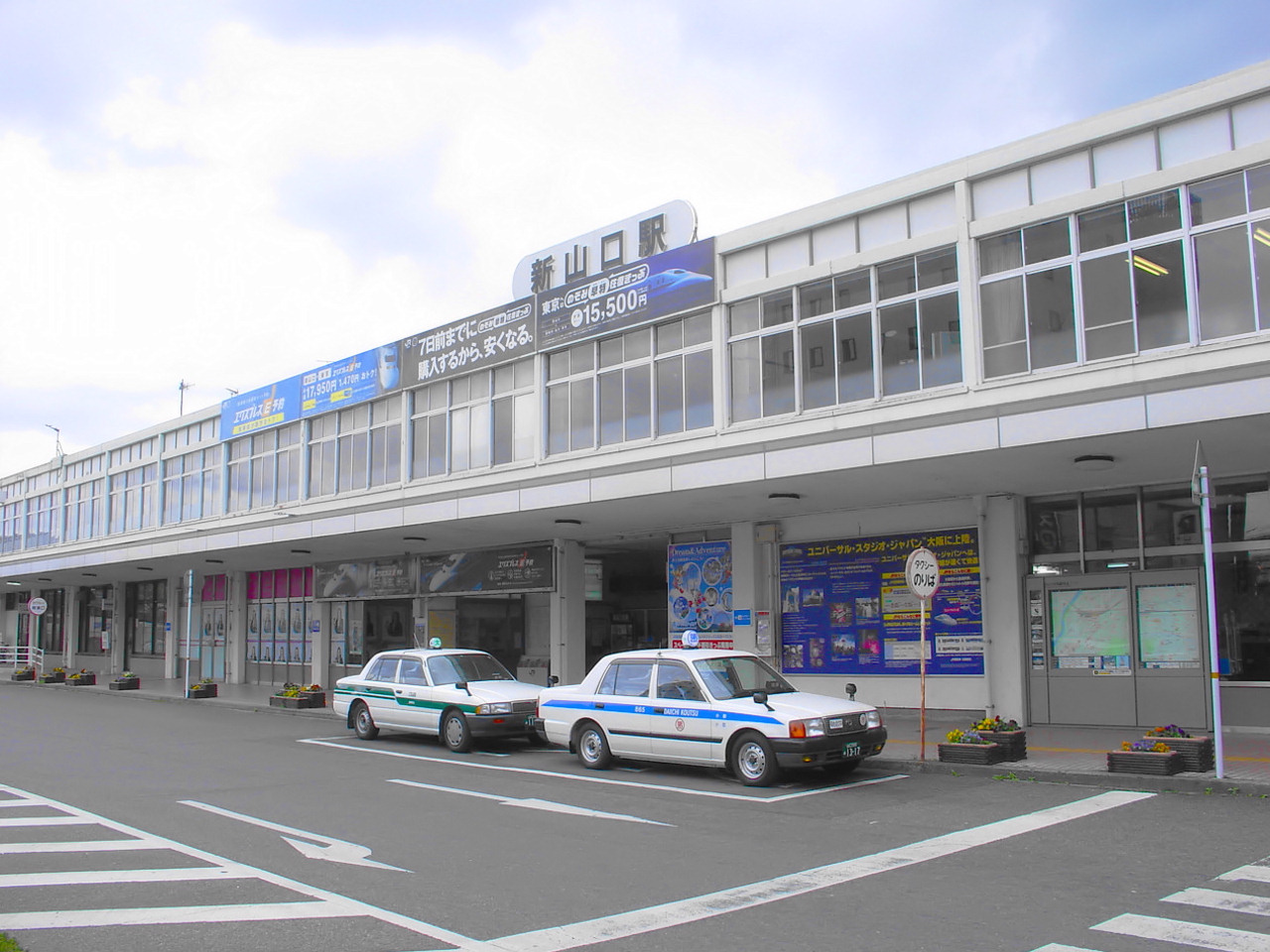
旧駅舎（2007年4月）
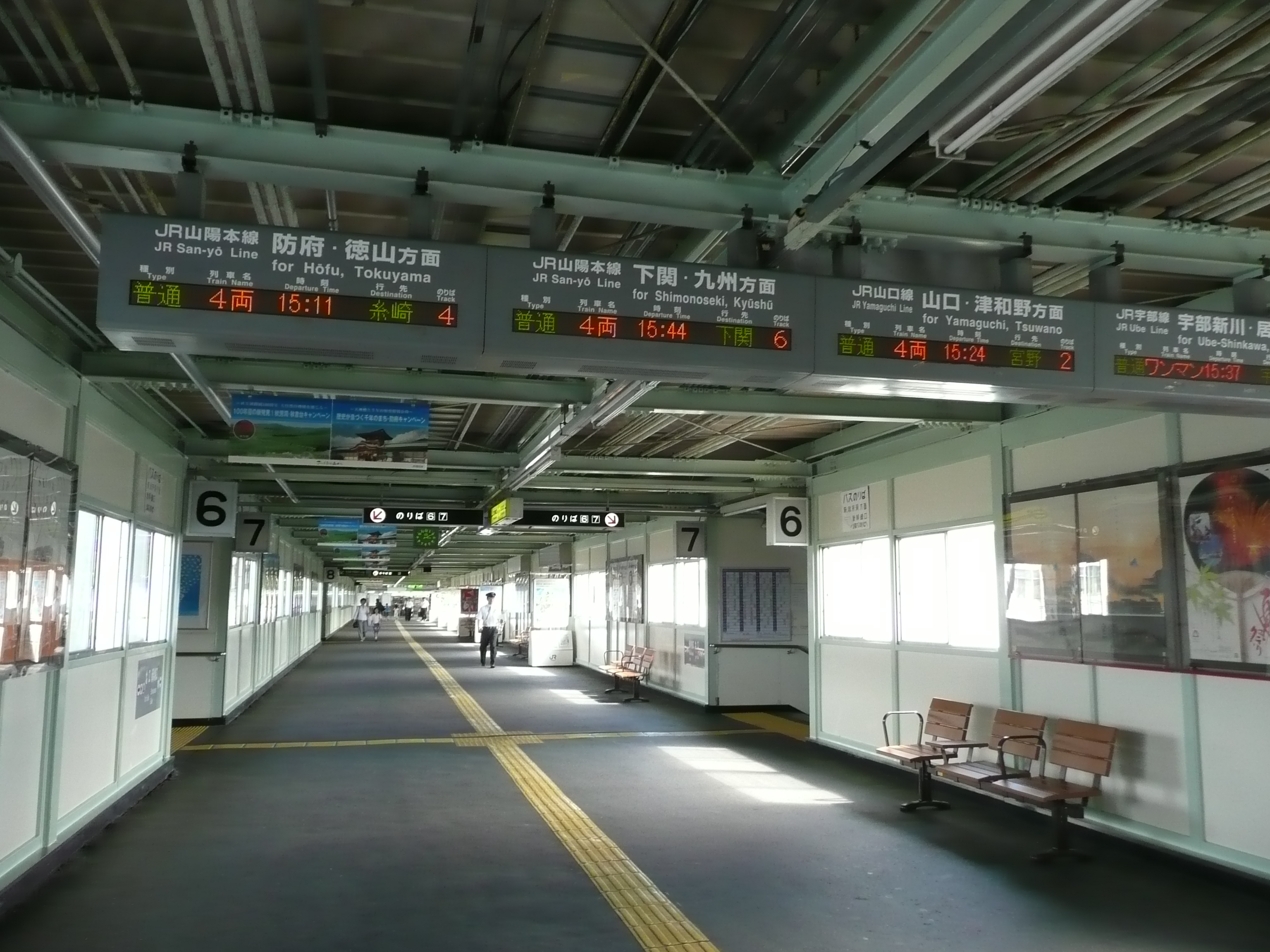
旧在来線コンコース（2009年7月）

## 駅構造
在来線が橋上駅、新幹線が高架駅となっている。在来線改札は駅の南北をつなぐ自由通路の横にあり、新幹線改札は南口（新幹線口）にある。2015年10月2日以前は北口（在来線口）にも駅舎があり在来線改札が南北の駅舎に設けられていたが、同年10月3日に南北自由通路が開通し、南北の在来線改札口が閉鎖された上で一本化された。かつては北口在来線改札口にICカード簡易読取機が設置されていたが、これはEX-IC利用客用であり、当時はICOCAそのものはサービスエリア外であったため使用出来なかった（橋上駅化時に改札外から新幹線への入場口が南口に一本化され、IC簡易改札機は撤去されている）。南口には山陽新幹線用の自動改札機とSMART ICOCA専用クイックチャージ機が設置されている。新幹線口1階（改札外）には土産物や飲食店を備えた「アイスタ新山口」（旧称：新山口駅名店街）が立地する。2階の新幹線改札口前にはジェイアールサービスネット広島が管理運営する「山口銘品館」がある。
在来線は5面8線の地平ホームを有する。1番のりばと8番のりばが単式で、2・3番のりば、4・5番のりば、6・7番のりばがそれぞれ島式である。かつては1番のりばの東側の切欠き部に0番のりば（山口線専用のため、架線は張っていない）があったが、2010年（平成22年）3月13日ダイヤ改正限りで使用が停止され、その後嵩上げされてSL広場となった。また、以前から営業列車の停車しない3番のりばも、駅改修工事時にフェンスが設置された。
山陽本線は4番のりばが上り本線、6番のりばが下り本線であり、当駅を跨ぐ列車は基本的にこれらのホームを使用する。5番のりばは中線、7番のりばは下り副本線にあたる。5番のりばより宇部・下関方面、6番のりばより防府・徳山方面への折返しが可能で当駅到着後、回送せず折返す列車はこれらのホームを使用する。6番のりばが既に他の列車で塞がっている場合、下り列車は7番のりばを使用する。また、宇部線の構内配線は他の2路線と完全に分離されており、構内にある下関総合車両所新山口支所に入線することも出来ないため、8番のりばの南に宇部線の電車が待機するための電留線が設けられている。2番のりばにはかつて山口線と山陽本線を直通していた急行列車である「あきよし」・「さんべ」の号車案内が残る。
新幹線は、16両編成対応（ホーム長410m）の相対式ホーム2面2線（内側に上下通過線2線を挟む）を有する高架ホームである。構内は博多方向に向かって左方向に半径4,000mの曲線を描いている。12番のりばの南側（外側）に保守用車両の出入りする側線が設けられているが、本線のホームとは高低差があり壁で遮られている（新幹線口の写真参照）。

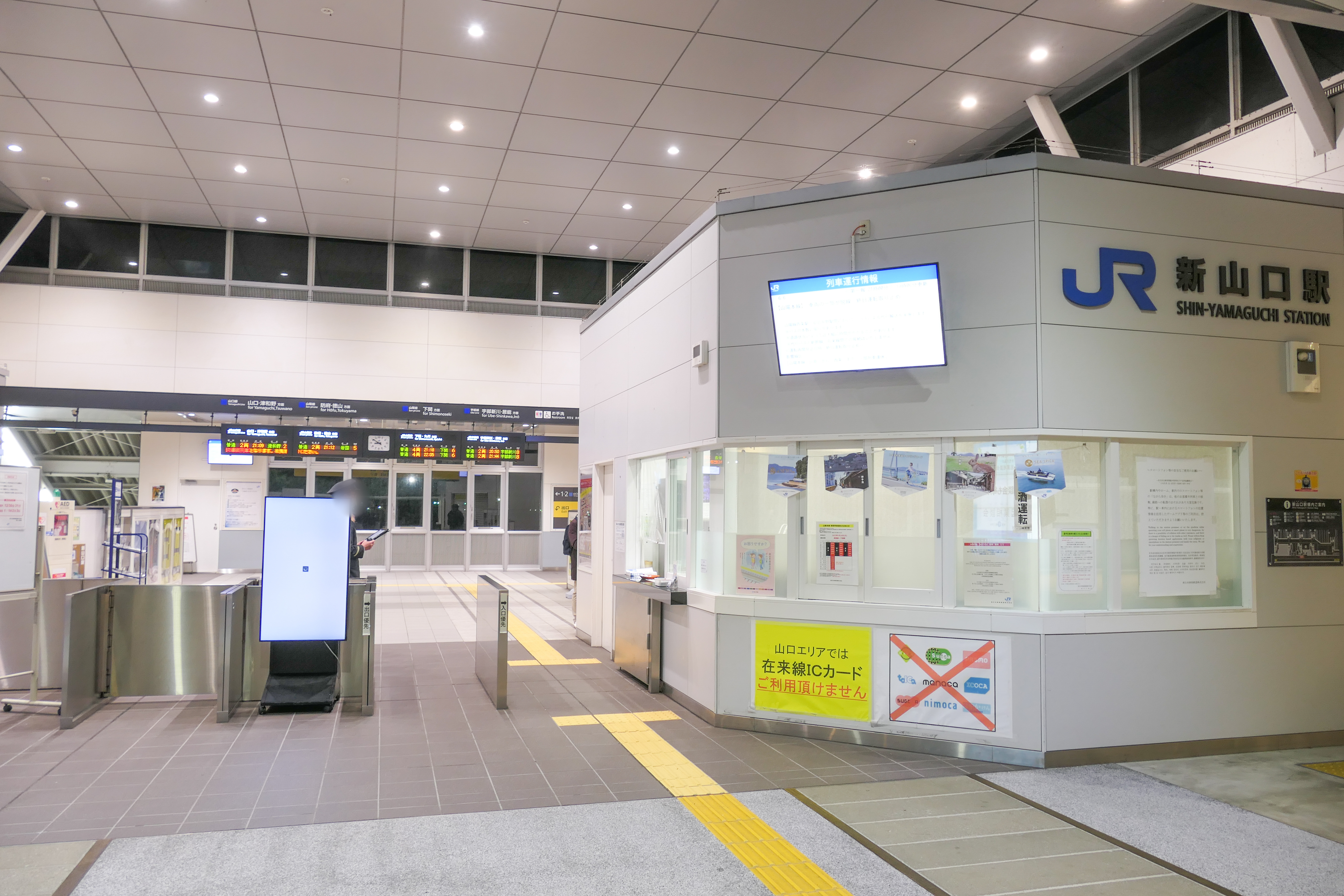
在来線改札口（2021年12月）
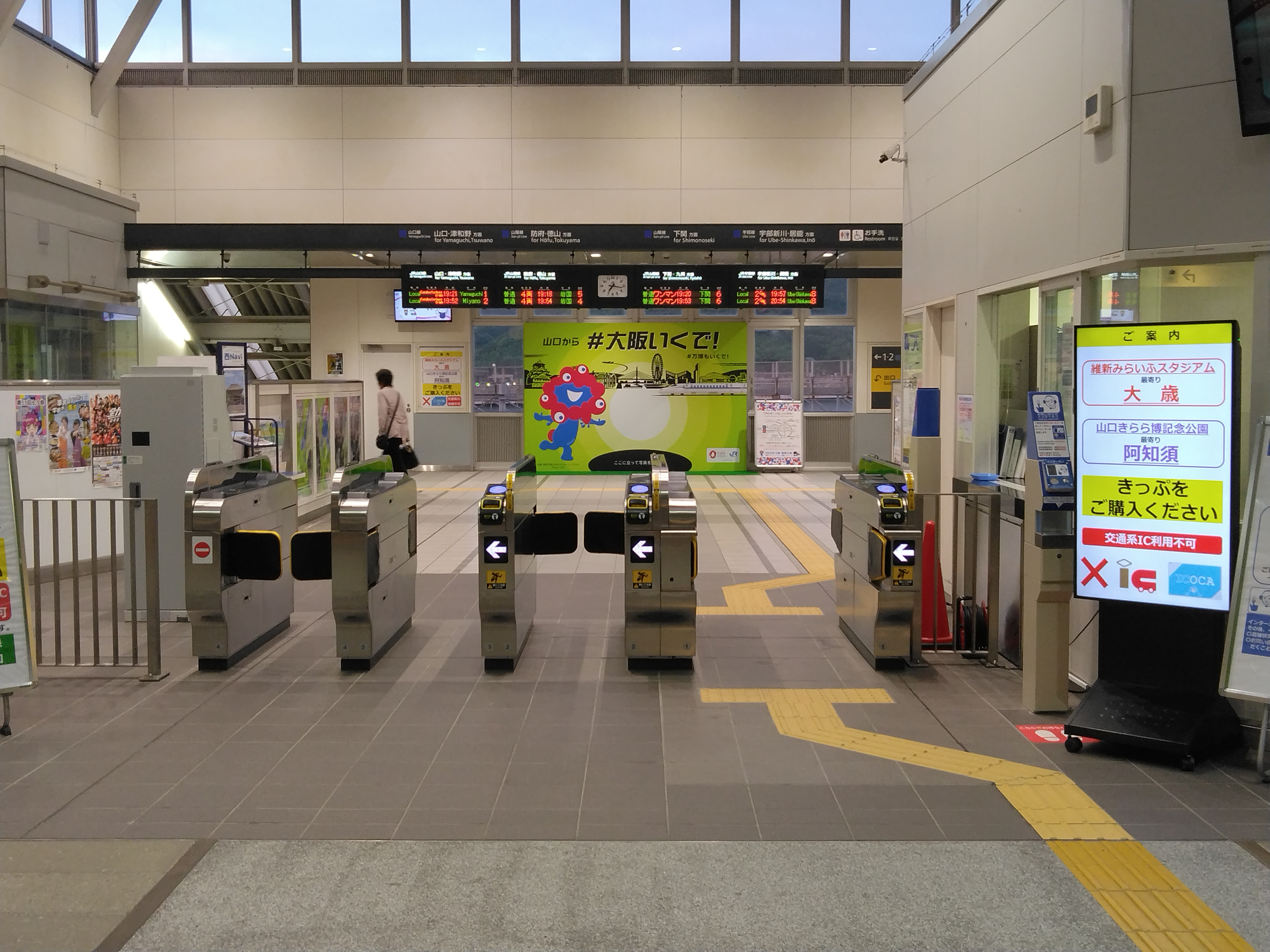
在来線改札口（2025年6月）
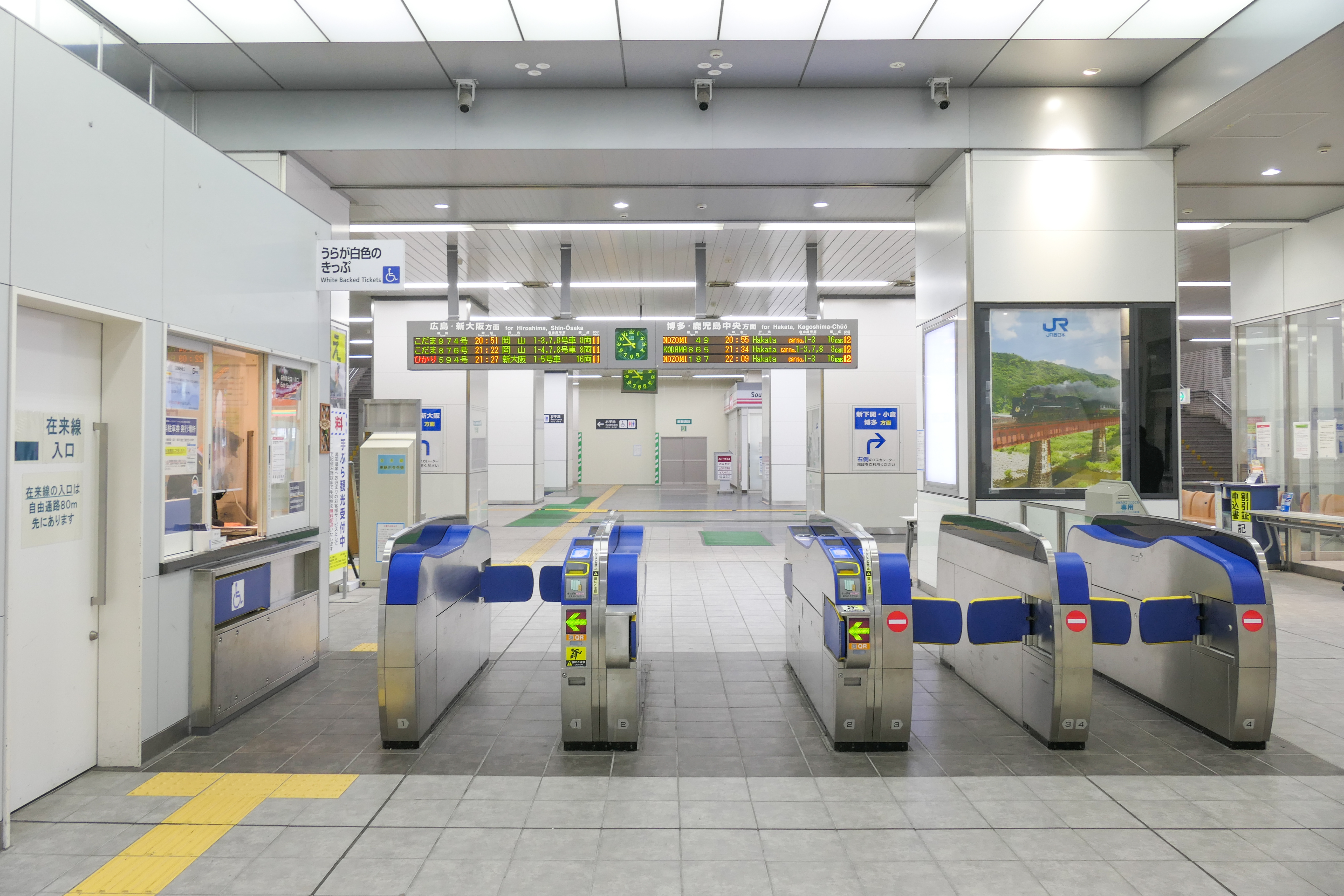
新幹線改札口（2021年12月）
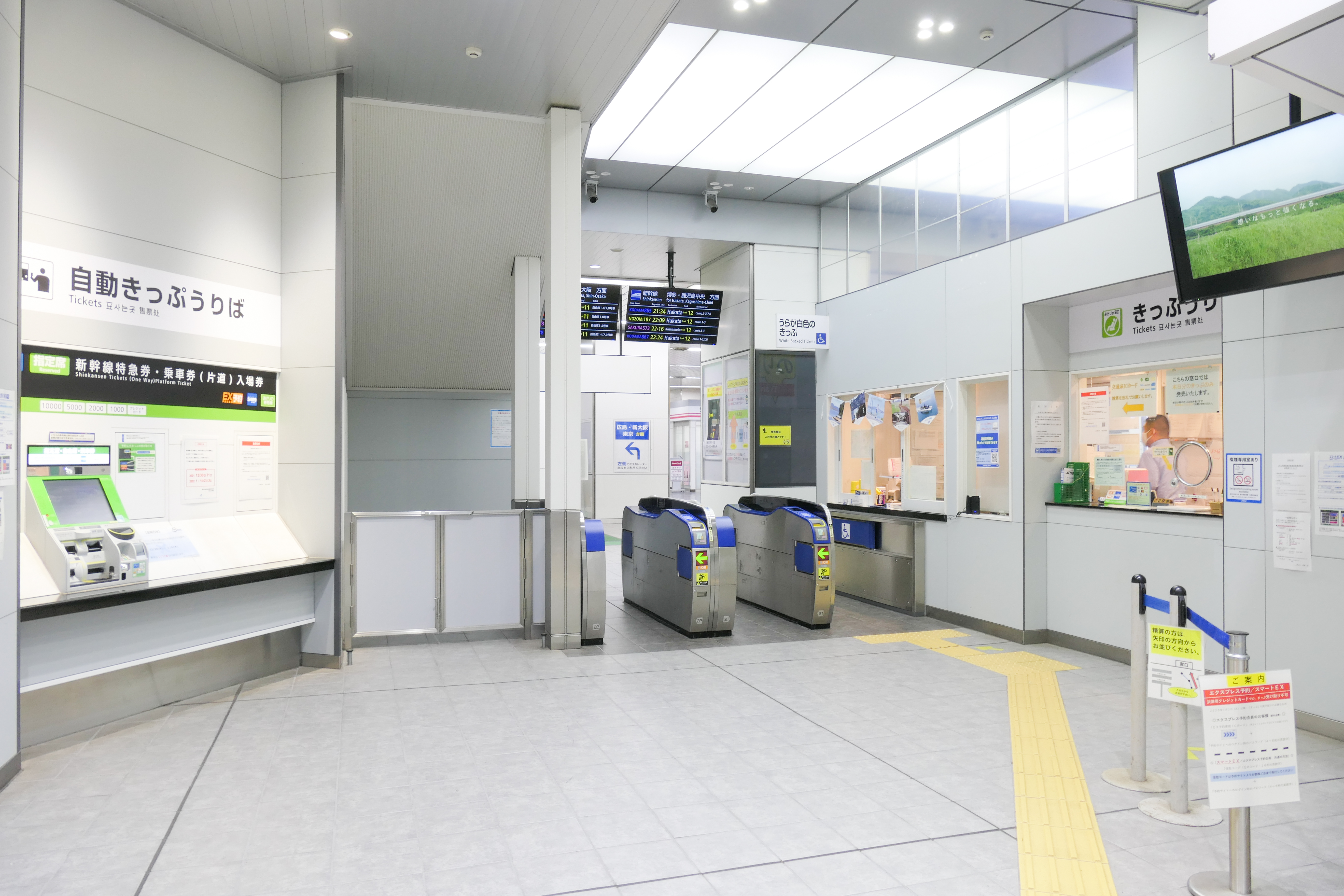
新幹線乗換口（2021年12月）
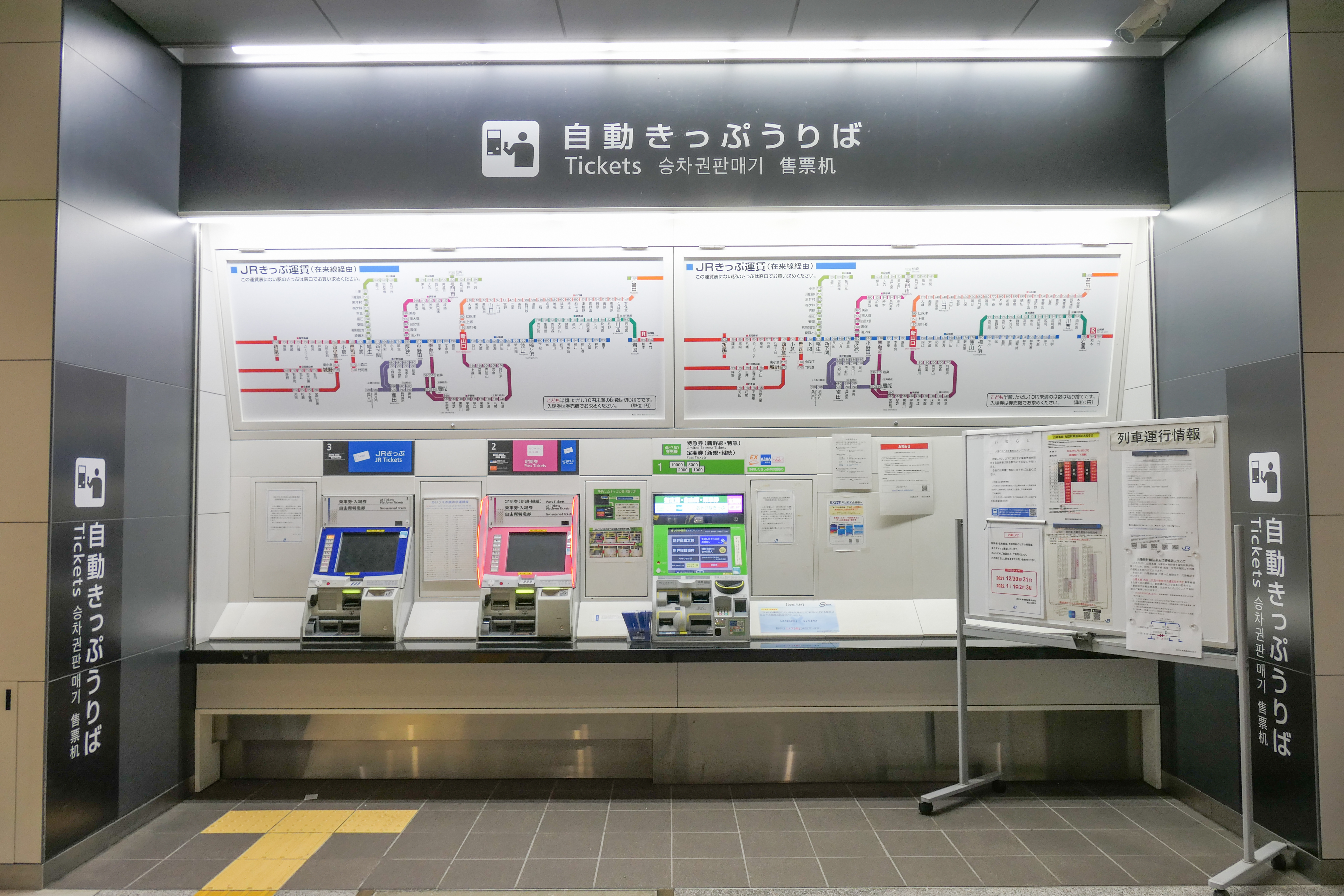
自動券売機（2021年12月）
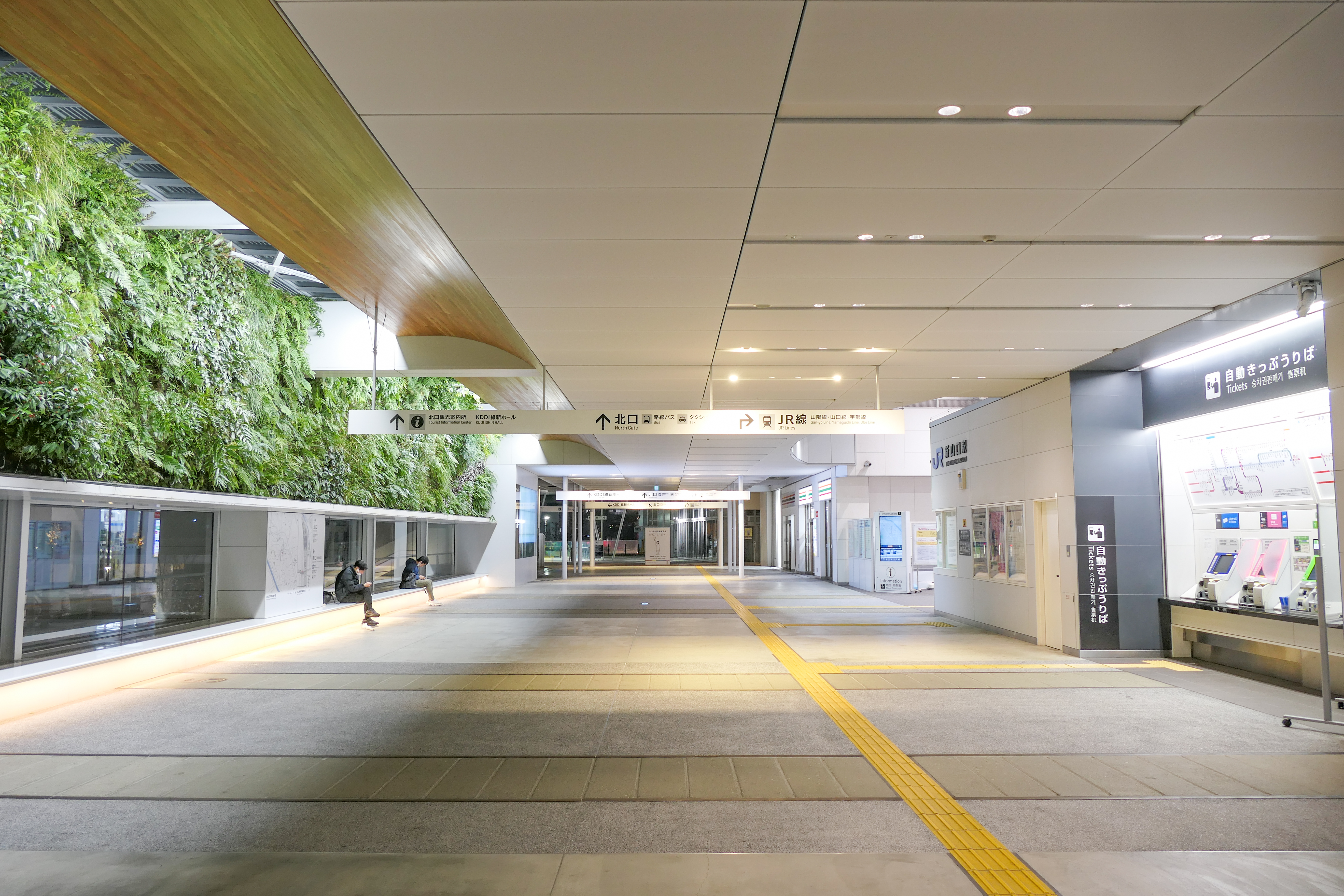
構内の自由通路（2021年12月）

### のりば
| 在来線ホーム | 在来線ホーム                 | 在来線ホーム                 | 在来線ホーム                 | 在来線ホーム                         |
| のりば       | 路線                         | 方向                         | 行先                         | 備考                                 |
| ------------ | ---------------------------- | ---------------------------- | ---------------------------- | ------------------------------------ |
| 1            | ■山口線                      | -                            | 山口・津和野方面             | 「SLやまぐち号」も発着               |
| 2            | ■山口線                      | -                            | 益田・米子方面               | 特急「スーパーおき」も発着           |
| 3            | （回送列車等のみのため閉鎖） | （回送列車等のみのため閉鎖） | （回送列車等のみのため閉鎖） | （回送列車等のみのため閉鎖）         |
| 4・5         | ■山陽本線                    | 上り                         | 防府・徳山・広島方面         | 一部6番のりば                        |
| 6・7         | ■山陽本線                    | 下り                         | 宇部・下関方面               | 一部5番のりば                        |
| 8            | ■宇部線                      | -                            | 宇部新川・居能方面           |                                      |
| 新幹線ホーム |                              |                              |                              |                                      |
| のりば       | 路線                         | 方向                         | 行先                         | 備考                                 |
| 11           | 山陽新幹線                   | 上り                         | 広島・新大阪方面             | 一部の上り回送列車は下りホームに停車 |
| 12           | 山陽新幹線                   | 下り                         | 小倉・博多方面               |                                      |

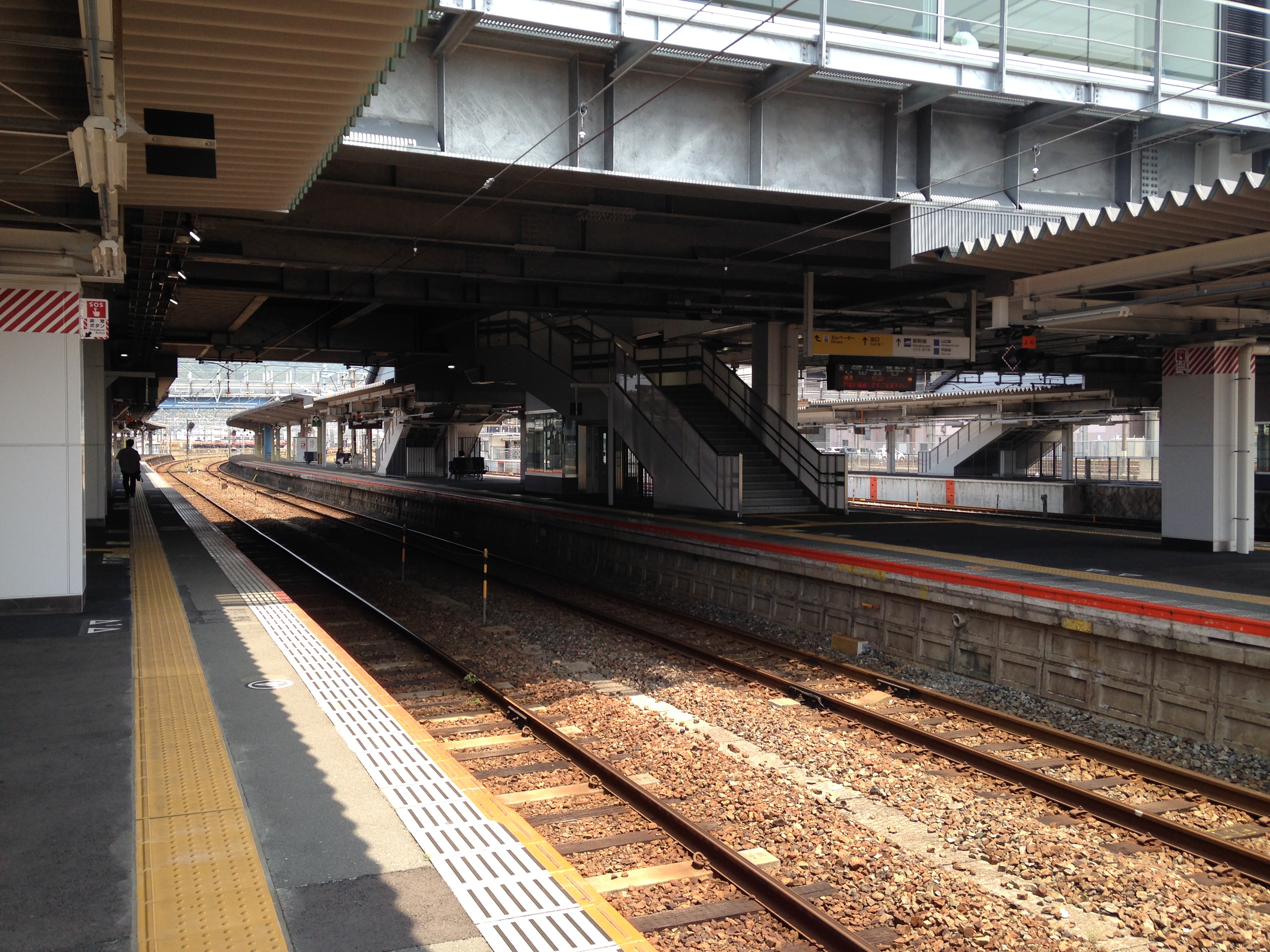
在来線ホーム（2016年5月）
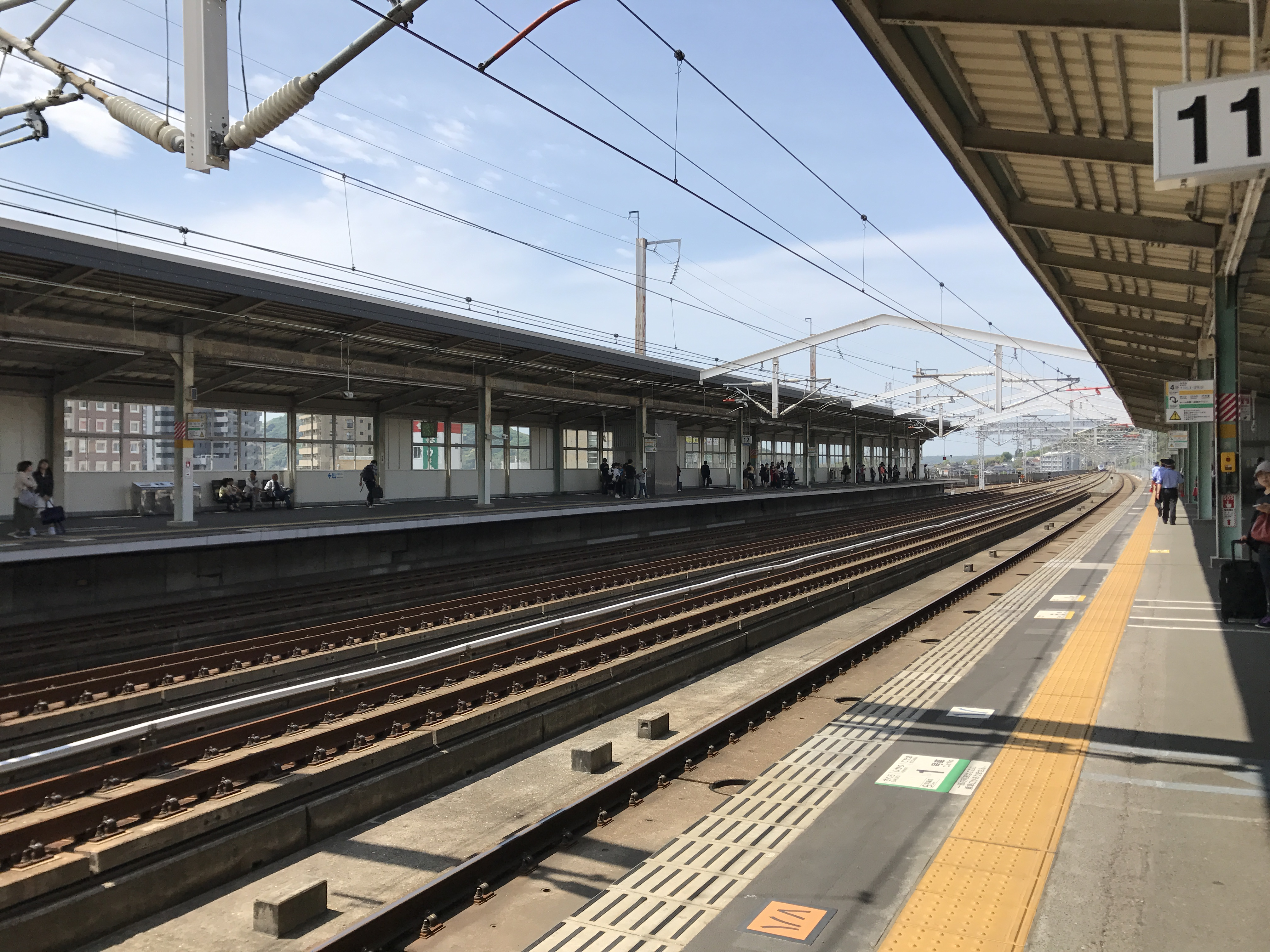
新幹線ホーム（2017年5月）

### バリアフリー化状況
2011年（平成23年）に開催されたおいでませ！山口国体・おいでませ！山口大会や、2015年（平成27年）の第23回世界スカウトジャンボリーの開催に合わせてバリアフリー化を行っている。2010年度・2011年度に、新幹線駅舎にエレベーターが設置され、2014年（平成26年）3月より駅舎の一部が橋上化されたのとあわせて、在来線の各ホームにもエレベーター、エスカレーター（上昇のみ、下降はなし）が設置された。

## 駅弁
長年にわたり、小郡駅弁当（1910年創業）が営業を行っていた。2010年7月1日に経営の効率化を目指して小郡駅弁当が徳山駅弁当・下関駅弁当を吸収合併し、その2駅でそれまで人気だった一部「かんばん」弁当（下関駅の「ふく寿司」等）も小郡駅弁当が販売を継続していた。
その小郡駅弁当も鉄道高速化や駅舎改良に伴うコンビニや飲食店の進出に押され、2015年4月30日をもって駅弁事業を含めた仕出し事業全般から撤退し、山口県内から駅弁業者が消滅することになった。小郡駅弁当の撤退を受け、売店を運営しているジェイアールサービスネット広島が販売継続を模索、「ふく寿司」と「SL弁当」を調理方法や包装を含めて小郡駅弁当から継承したものを広島駅弁当が製造し、5月1日から発売開始した。
主な駅弁は下記の通り。
- SLやまぐち弁当

なお、駅構内のうどん店は引続き小郡駅弁当が運営する予定である。

## 利用状況
1日平均乗車人員は以下の通り。2023年度における山口県にあるJRの駅では下関駅に次いで2番目に多く、山口市では最も多い。
なお、2023年度の1日平均運輸取扱収入は2935万7千円で、JR西日本管内の駅では16位、山口県内の駅では1位。。
| 乗車人員推移 | 乗車人員推移 | 乗車人員推移 |
| 年度         | 1日平均人数  | 備考         |
| ------------ | ------------ | ------------ |
| 1992         | 8,534        | [ 広報 5 ]   |
| 1999         | 7,119        |              |
| 2000         | 7,300        |              |
| 2001         | 7,506        |              |
| 2002         | 7,176        |              |
| 2003         | 7,175        |              |
| 2004         | 7,038        |              |
| 2005         | 7,182        |              |
| 2006         | 7,210        |              |
| 2007         | 7,291        |              |
| 2008         | 7,365        |              |
| 2009         | 7,068        |              |
| 2010         | 7,059        |              |
| 2011         | 7,416        |              |
| 2012         | 7,410        |              |
| 2013         | 7,544        |              |
| 2014         | 7,293        |              |
| 2015         | 7,686        |              |
| 2016         | 7,600        |              |
| 2017         | 7,862        |              |
| 2018         | 8,168        |              |
| 2019         | 7,874        |              |
| 2020         | 4,531        |              |
| 2021         | 5,029        |              |
| 2022         | 6,452        |              |
| 2023         | 7,498        |              |

## 駅周辺
駅北側（在来線口）が元々の旧小郡町中心部にあたり、当時からの公共施設や金融機関はこちら側に集中するが、山陽新幹線開業時に新幹線口が整備されて以降、市街地化が進展しオフィスビルが林立する。駅の南北を問わずビジネスホテルが数多く建ち、予備校・学習塾も駅周辺に多く立地する。駅周辺には明治から令和までの元号が付いた通りや公園が存在する。

### 北口（在来線口）周辺
駅前ロータリーから山口県道214号新山口停車場長谷線が延び、山口県道335号江崎陶線（旧・国道2号）及び国道9号に接続する。国道9号は長きに渡って小郡市街地付近で2車線となっており、山口市中心部と国道2号（小郡道路）を結ぶ上でのボトルネックとなっていたが、2011年に拡幅（小郡改良、4車線化）が完了し、バイパスともなっている山口宇部道路の開通もあって、駅周辺の渋滞は軽減傾向にある。
- JR西日本山口支社（広島支社山口エリア統括部）
- 山口市小郡文化資料館
- 山口市小郡総合支所（旧小郡町役場）
- 山口市立小郡中学校
- 山口南警察署新山口駅前交番 - かつては小郡警察署（現・山口南警察署）も駅北側にあった。
- 山口銀行小郡支店
- 西京銀行小郡支店
- 西中国信用金庫小郡支店
- 小郡郵便局
- 小郡大正町郵便局
- 山口県理容美容専門学校
- KDDI維新ホール
- コンフォートホテル新山口
- ホテル・アルファ－ワン小郡
- 山口県立山口松風館高等学校
- アルク 小郡店

### 南口（新幹線口）周辺
駅南側には元々出入口が無く、椹野川右岸に広がる田園地帯だったが、新幹線駅開業時から小郡駅前第1土地区画整理事業、小郡駅前第2土地区画整理事業、小郡駅前第3土地区画整理事業の3期に分けて土地区画整理事業が施行され、現在はオフィスビルやマンションが林立する。
駅前を山口県道353号新山口停車場上郷線が通過し、国道2号小郡道路小郡インターチェンジに接続しており、山口市とその周辺地域の陸上交通の要衝に位置することもあり、支社・営業所が集積する。同インターチェンジ付近に公共施設のいくつかが移転している。
駅前正面に、小郡に縁のある種田山頭火の銅像が設置されている。
- 山口南総合センター
- 山口市消防本部南消防署
- 小郡浄化センター
- 山口市立小郡南小学校
- 山口県総合交通センター
- 山口南警察署
- イオンタウン小郡
- 小郡黄金町郵便局
- ローソン山口統括本部
- セブン-イレブン山口統括本部
- 北九州予備校山口校
- 学校法人YIC学院
- 山口グランドホテル
- 山口調理製菓専門学校
- 東横INN新山口駅新幹線口

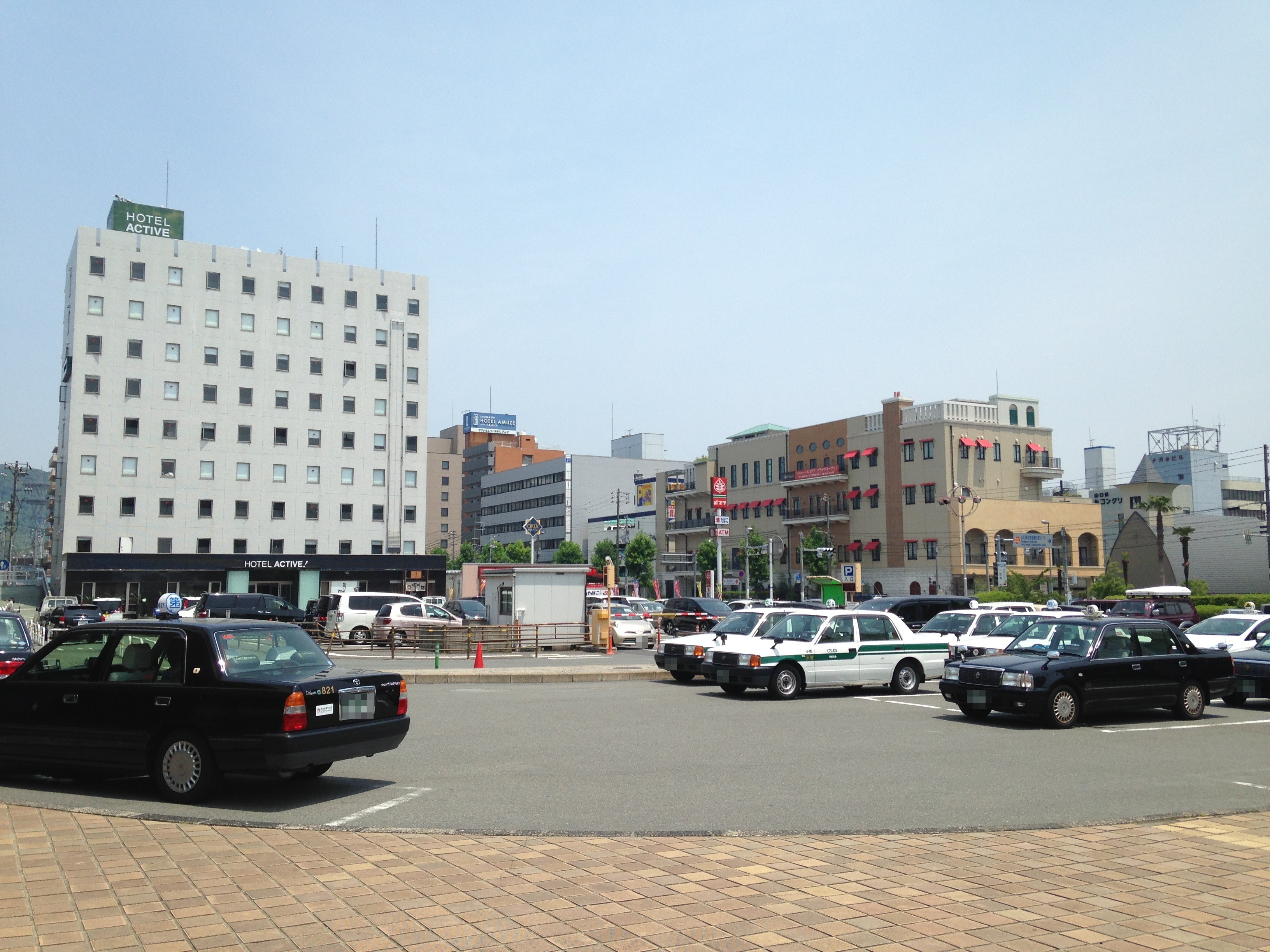
南口ロータリー（2016年5月）

## 新山口駅ターミナルパーク整備事業
2004年（平成16年）7月29日、当時の1市3町（山口市、小郡町、阿知須町、秋穂町）で構成していた山口県央部1市3町合併協議会で、山口市役所の位置について「新市発足時は現在の山口市役所の位置とする」一方、「将来の事務所の位置については（中略）新山口駅周辺が適地であるという意見を踏まえながら、県央中核都市にふさわしい位置を考慮し、整備については新市発足後10年を目途に審議すること」との附帯決議が出された こともあり、合併後の山口市では山口市役所内の単独部局として「ターミナルパーク整備部」を設け、新山口駅とその周辺の整備計画「新山口駅ターミナルパーク整備事業」を進めている。2007年（平成19年）11月に整備構想、2009年（平成21年）2月に基本計画が策定された。

### 施設整備計画

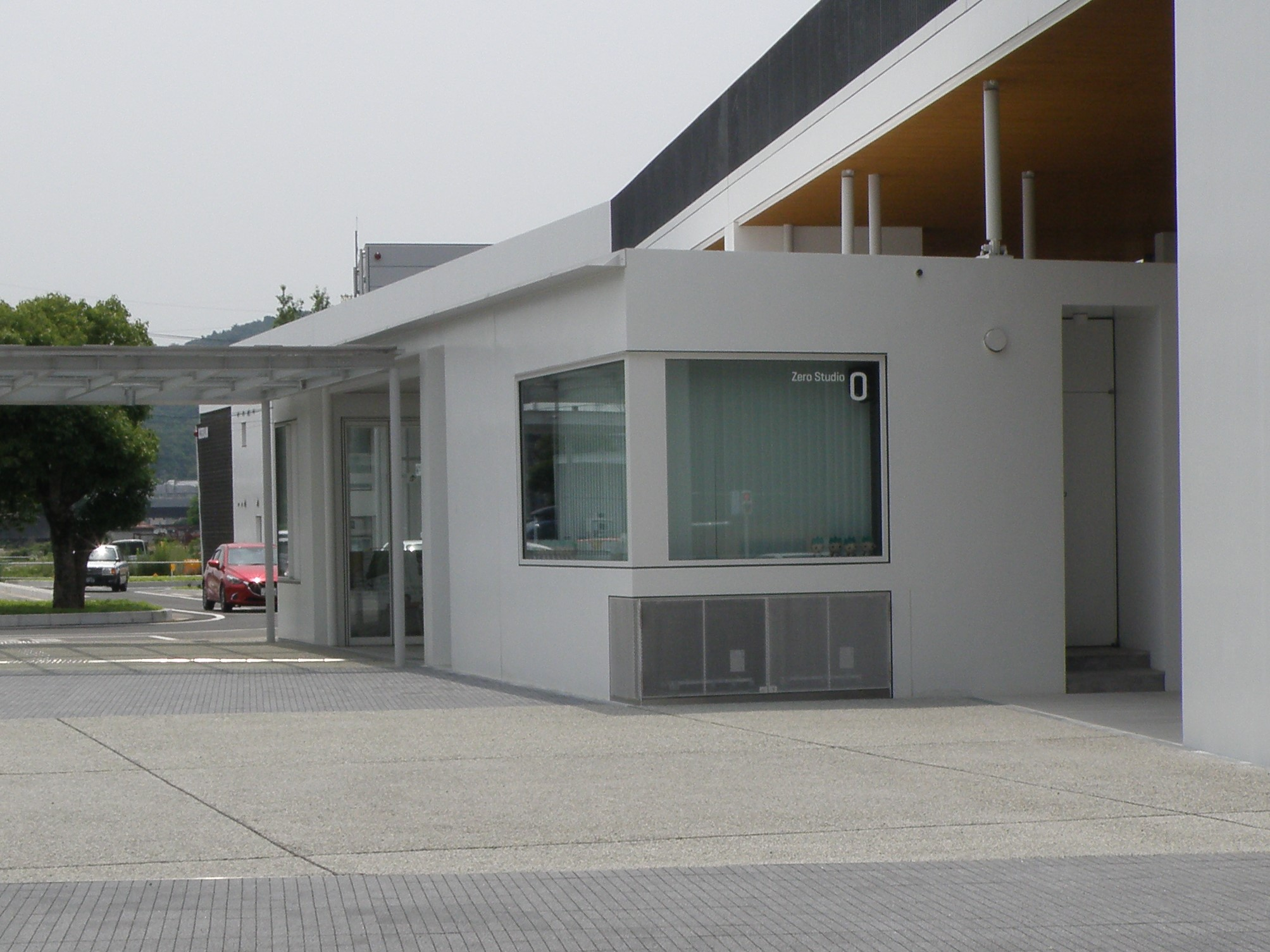
エフエム山口のサテライトスタジオ「0スタジオ」

- 駅前広場 - 北口（在来線口）駅前広場は、西側の山口市土地開発公社が所有する大規模遊休地の一部を利用して従来の約6,100m2から約11,000m2に拡張し、新幹線口側に発着する路線バスもすべて集約[広報 8]。一方、新幹線口駅前広場（約9,600m2）は拡張せずに再整備を実施し、現在の路線バス乗り場を利用してタクシーと一般車の交通動線を完全に分離する[広報 8]。このほか、カフェスペースやエフエム山口と提携したサテライトスタジオ「ゼロスタジオ」、2階には県内に自生する植物が植えられたデッキが設けられている[広報 9]。2018年3月22日に駅前広場、4月1日にバスロータリーの供用を開始した。
- 自由通路 - 幅員約10m、延長約140m、天井高約6mの南北自由通路を設置し、路線バスの北口側への集約に伴う新幹線口側の利便性低下を抑える[39]。県道新山口停車場長谷線、新幹線口側に伸びる自転車歩行者専用道路「風の並木通り」と共に「南北のシンボル軸」としての位置付けられている[広報 8]。両側の壁面を緑化し、県内最大の垂直庭園である。ベンチ等もあり、24時間通行可能。2015年10月3日供用開始[23]。なお、駅東側にある既存の自由通路は、引続き自転車利用を中心とした通路として活用される[広報 8]。
- アクセス道路 - 2011年に開通した山口宇部道路長谷IC（国道9号線交点）から北口へ直接アクセスする道路（都市計画道路新山口駅長谷線）が県により整備中[広報 8][広報 10]。
- 橋上駅舎 - 南北自由通路整備と平行して在来線駅舎を橋上化し、南北の在来線改札を橋上駅舎に集約すると共に北口駅舎スペースを駅前広場拡張に充てる。2015年10月3日完成[広報 8]。
- 県道新山口停車場長谷線再整備 - 南北のシンボル軸において、北側のシンボルロードとして位置付けられ、美装化、緑化及びバリアフリー化が行われる予定[広報 8]。

### 新山口駅北地区重点エリア整備事業
同駅北側に広がる国道9号、県道江崎陶線、県道新山口停車場長谷線に囲まれた街区の市街地整備を行う事業として2009年度から検討が始まり、2010年3月に整備方針が決定した。具体的には、以下の3ゾーンに分割して整備を行っていくとしている。
- Aゾーン - 駅北西側に広がる大規模遊休地のエリア。他のゾーンに先行して整備が行われるエリアで、当初は2014年度の整備完了を基本目標としていた[広報 11]。その後、当初予定より遅れて2015年に「地域資源を生かした産業振興の実現」に向けて、起業創業支援センターや2,000人収容の多目的ホールなどの拠点施設を整備する基本方針が示されていた[広報 12]。2021年4月に「山口市産業交流拠点施設」（KDDI維新ホール）として開業し、山口しごとセンター（旧・山口県若者就職支援センター）が駅南側から移転入居した。
- Bゾーン - 北口正面、アクセス道路より北側のエリア。「民間誘導地区」と位置づけ、民間による再開発事業を想定。
- Cゾーン - 北口の西側、アクセス道路より南側のエリア。「民間誘導地区」と位置づけ、民間による再開発事業を想定。東側エリア（C-1ゾーン）の一部にあたる市有地については山口市産業交流拠点施設の駐車場として整備され、西側エリア（C-2ゾーン）の遊休地は新設の3部制定時制高校である山口県立山口松風館高等学校の建設用地に充当された[40]。

### 事業進捗状況
北口の駅前広場の設計については公募型プロポーザル方式による設計者選定が実施され、設計者に中原中也記念館を手がけたプランツアソシエイツ（東京）を選んだ。同社の呈示したプランは「まちと駅をつなぐ『0番線』」をコンセプトに、新たな「山口の杜」となる駅前広場のあり方を提案したもので、街づくりのきっかけとなる駅前広場を通過点で無く目的地として活用するための市民との協働の取り組みが高く評価された。
設計が具体化したことで2012年度より駅改良工事に本格着手しており、2012年（平成24年）7月13日限りで既存の北口駅舎の使用を終了し、現駅舎の東端部分を改装して設けられた仮設駅舎での営業と現駅舎の解体工事を開始。2014年3月10日から新通路の利用を開始した。
また、新山口駅北地区重点エリア整備事業のうちAエリアの新山口駅北地区拠点施設整備については2016年に公募型プロポーザルを実施。森ビル都市企画・アール・アイ・エー・大成建設・積水ハウス・コンベンションリンケージで構成される企業グループの提案が採用された。
2019年には駅前広場と南北自由通路がBCS賞を受賞した。

## バス路線

### 現行（北口駅前広場）
新山口駅ターミナルパーク整備事業による駅前広場整備で、2018年（平成30年）4月1日より新幹線口と在来線口にそれぞれあり、在来線口では会社ごとに分散していたバスのりば（後述）が北口駅前広場に集約され、案内所が設けられている。バス停の配置は以下の通り。
| のりば | 方面                                | 運行事業者                    | 主な行先                             |
| ------ | ----------------------------------- | ----------------------------- | ------------------------------------ |
| 1      | 宇部方面                            | 宇部市交通局                  | 山口宇部空港 / 宇部新川駅            |
| 2      | 秋芳洞・萩方面                      | 中国JRバス 防長交通           | 東萩駅（スーパーはぎ号）             |
| 2      | 秋芳洞・萩方面                      | 防長交通                      | 普通：東萩駅 / 秋芳洞                |
| 3      | 秋穂・防府方面                      | 防長交通                      | 秋穂荘 / 秋穂漁港 / 防府駅           |
| 4      | 山口市内方面 （大歳・維新公園経由） | 防長交通                      | 県庁 / 宮野温泉 / 道の駅仁保の郷     |
| 5      | 山口市内方面 （平川・山口大学経由） | 防長交通                      | 県庁 / 小郡第一病院                  |
| 5      | 福岡方面                            | 中国JRバス                    | 福岡（福岡・山口ライナー）           |
| 6      | 長門・湯本温泉方面                  | 冨士第一交通 いさむや第一交通 | 道の駅センザキッチン（乗合タクシー） |

なお、Tenryo Liner（天領バス）の「新山口駅」バス停は駅前広場内では無く、駅正面から約100m北のホテルアルファーワン向かいにある。

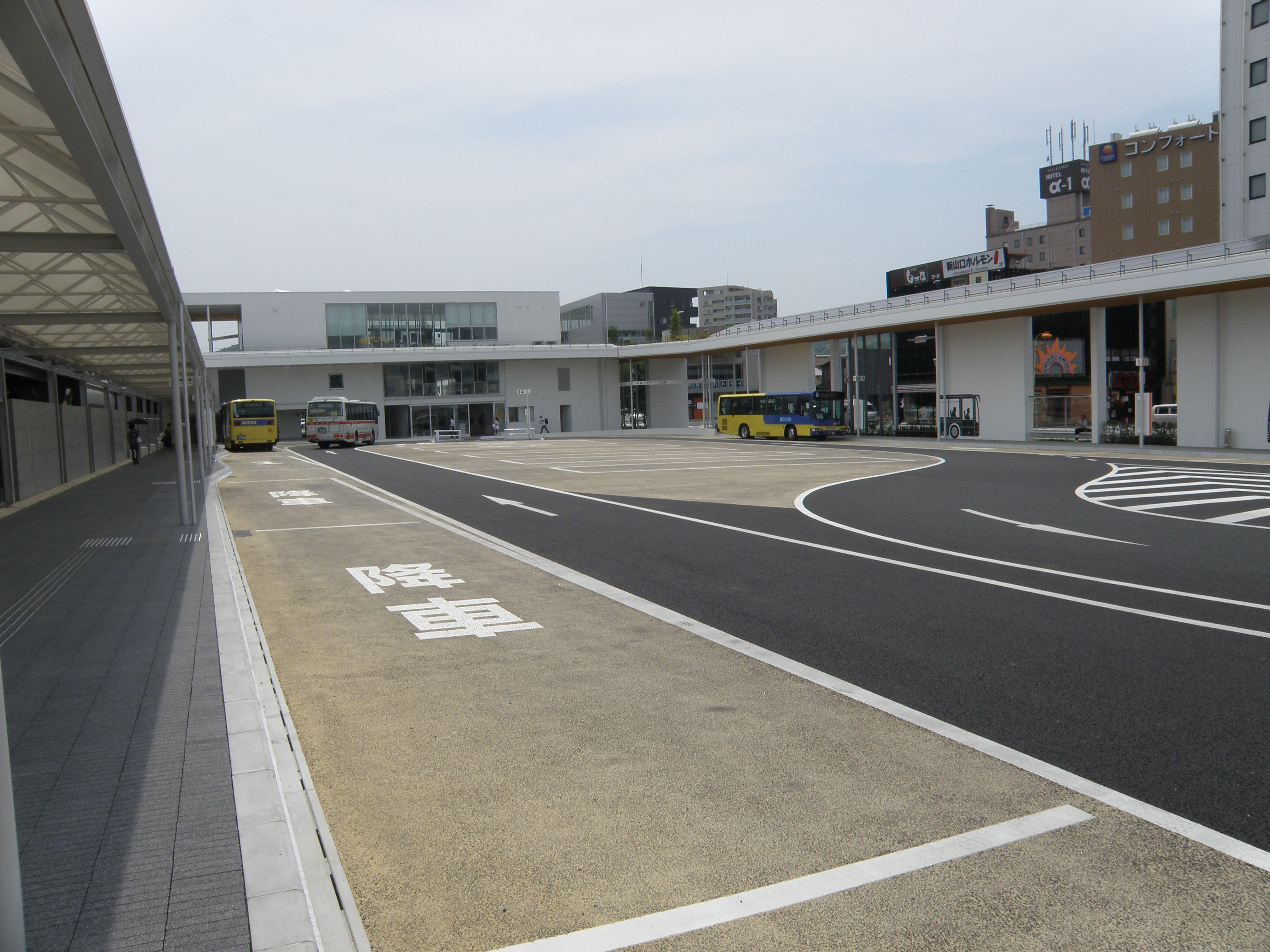
北口バスターミナル（2018年6月）
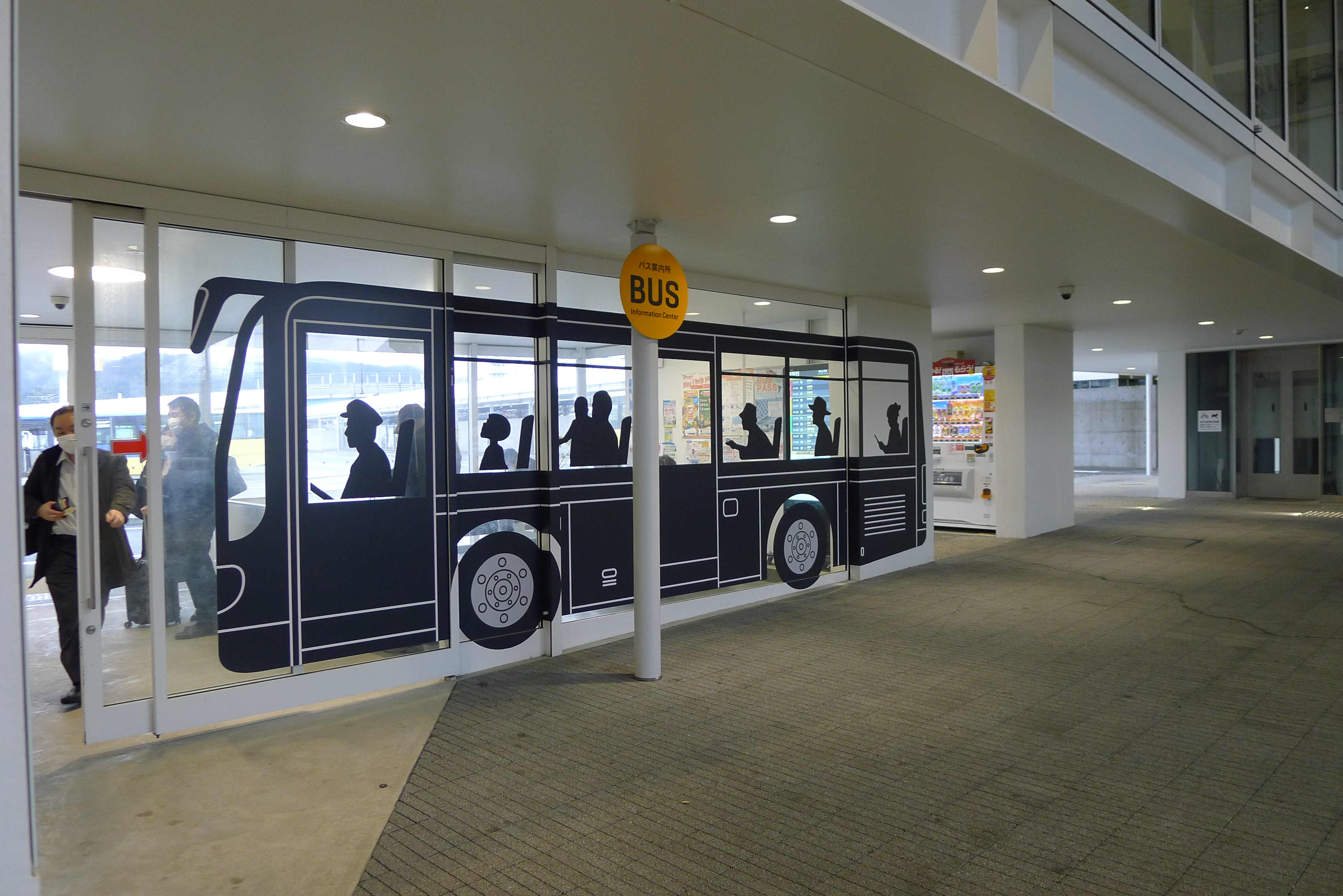
券売所と待合室入口（2021年2月）

### 在来線口（移転前）
元々は駅ロータリー北側の市道沿いに複数のホームが並んでいた。防長交通の管理するバス発券窓口があり、バスカード等を販売していた。新幹線開業前からのターミナルで、中国ジェイアールバス以外の各社（防長交通・宇部市交通局）が乗入れていた。防長交通は旧山口市交通局便を含めたほぼ全便がこちらに乗入れていた。以前サンデン交通の神戸・大阪行夜行高速バス「ふくふく大阪号」が新幹線口では無く在来線口に乗入れていたのは、旧山陽急行バス時代も含めてこちらにしかターミナルを有していなかったという経緯による。
駅前広場整備の工事進捗に伴い、2013年（平成25年）10月1日から北口駅前広場開業までの間、暫定的に従来の乗り場から西に約200m移動した先（駅正面から徒歩3分）に移設されていた。下記は2016年2月現在の乗り場配置。
- 1番のりば - 萩・秋芳洞・防府・小郡第一病院前・秋穂荘方面
- 2番のりば - 山口市内（大歳・維新公園）方面
- 3番のりば - 山口市内（平川・山口大学）方面

このほか、駅正面から約100m北のホテルアルファーワン前に宇部市交通局の「新山口駅（北口）」バス停 が、駅正面から約80m北のコンフォートホテル前に防長交通の降車場 があったが、いずれも北口駅前広場開業時に廃止されている。

### 新幹線口（廃止）
駅本屋前に3本のホームがあり、中国ジェイアールバスを中心とした路線が発着していた。近郊路線は基本的に発着せず、都市間路線が発着していた。バス発券窓口があり、中国ジェイアールバスの子会社である西日本バスネットサービスが管理していた。2018年3月31日をもって発券窓口共々廃止となり、新幹線口は団体バス専用乗り場となった。
- 1番のりば - 福岡・萩方面
  - 福岡行き「福岡・山口ライナー」（中国ジェイアールバス・JR九州バス）
  - 萩行き「スーパーはぎ号」（中国ジェイアールバス・防長交通）
  - 普通 東萩駅行き（防長交通）
  - 特急 山口駅行き（中国ジェイアールバス）
- 2番のりば - 秋芳洞方面
  - 普通 秋芳洞行き（防長交通）
  - 山口宇部空港行きリムジンバス（中国ジェイアールバス・防長交通）
- 3番のりば - 宇部方面
  - 山口宇部空港行きリムジンバス（宇部市交通局）
  - 特急 宇部新川駅行き（宇部市交通局）

## 隣の駅
新幹線各列車、ならびに山口線の特急「スーパーおき」ならびに臨時快速「SLやまぐち号」の停車駅は、各列車記事を参照のこと。
西日本旅客鉄道（JR西日本）
 山陽新幹線
徳山駅 - 新山口駅 - 厚狭駅
■山陽本線
四辻駅 - 新山口駅 - 嘉川駅
■山口線
新山口駅 - 周防下郷駅
■宇部線
新山口駅 - 上嘉川駅